# 唇边书带蕨
唇边书带蕨（学名：Haplopteris elongata），为凤尾蕨科书带蕨属下的一个植物种。其种加词“elongata”意为“长的”。